# 豪尔赫·科尔多瓦
豪尔赫·科尔多瓦（1822年4月23日—1861年10月23日），玻利维亚军人，政治家。曾任玻利维亚总统，后遇刺身亡。
豪尔赫·科尔多瓦是曼努埃尔·伊西多罗·贝尔苏之女婿。因此，他是贝尔苏专制政权的支持者。在贝尔苏下台后，由于贝尔苏的资助和人脉，科尔多瓦当选总统，并于1855年8月15日宣誓就职，时年33岁。科尔多瓦被视为贝尔苏的傀儡。
反对派领袖何塞·馬里亞·利纳雷斯在1857年推翻了科尔多瓦和贝尔苏。1861年，科尔多瓦被卷入亚涅斯事件，并被阿查下令杀害。